# Rota International Airport
Rota International Airport är en flygplats i Nordmarianerna (USA). Den ligger i kommunen Rota Municipality, i den södra delen av Nordmarianerna. Rota International Airport ligger 181 meter över havet. Den ligger på ön Rota Island.
Terrängen runt Rota International Airport är kuperad söderut, men norrut är den platt. Omgivningarna runt Rota International Airport är en mosaik av jordbruksmark och naturlig växtlighet.